# Laurie Shong
Laurie Shong (Vancouver, 2 gennaio 1971) è uno schermidore e pentatleta canadese.
È il marito della schermitrice Aida Mohamed.

## Palmarès
In carriera ha conseguito i seguenti risultati:
- Giochi panamericani:

Winnipeg 1999: bronzo nella spada individuale.